# 豫龍屬
豫龍屬（學名：Yulong）是獸腳亞目偷蛋龍科恐龍的一屬，生存於白堊紀晚期的亞洲。豫龍的化石是目前最小型的偷蛋龍科化石之一，但是化石都是幼年個體，可成長至更大的體型。

## 發現與命名

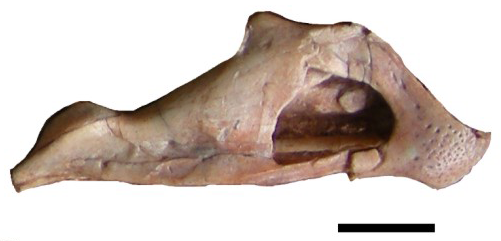
标本HGM 41HIII-0109

化石是多個幼年個體標本，被發現於中國河南省的欒川縣秋扒鄉，該挖掘地點屬於秋扒組地層。目前還不確定秋扒組的詳細地質年代，而這個地層已經出土偷蛋龍科的豫龍、馳龍科的欒川盜龍、似鳥龍科的秋扒龍、以及其他未命名的進階型恐龍，應該是屬於白堊紀晚期的某個時期。
在2013年，古生物學家呂君昌、徐莉、张兴辽、贾松海、菲力·居爾（Philip J. Currie）等人將這些化石進行敘述、命名。模式種是迷你豫龍（Yulong mini），屬名來自於河南省的古稱「豫」，以及中文的龍；種名意指這些標本相當小。

## 體徵

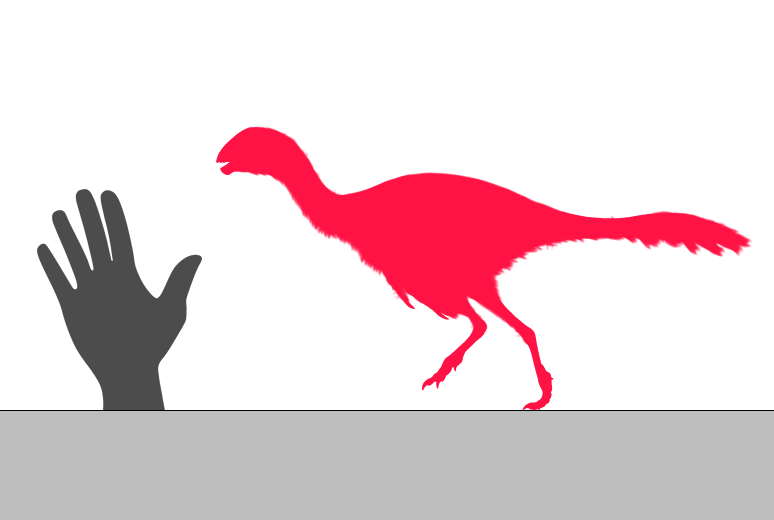
尺寸比较

豫龍的綜模標本共有五個標本，都是由河南地質博物館存放、管理。編號HGM 41HIII-0107標本是個保存狀態良好的身體骨骼、頭顱骨、下頜，只缺少頭顱骨基部與頸部基部。編號HGM 41HIII-0108標本是一個頭顱骨，缺少下頜。編號HGM 41HIII-0109標本是一部分身體骨骼、頭顱骨、下頜。編號HGM 41HIII-0110標本是一個部分頭顱骨與下頜、數節頸椎。編號HGM 41HIII-0111標本是一個左腸骨。除了上述五個標本，命名研究還提到一個恐龍蛋化石（編號HGM 41HIII-0301），內含未孵化的胚胎。這顆恐龍蛋來自於一個恐龍蛋巢，共計有26顆恐龍蛋。
大部分偷蛋龍科的體型約1到8公尺之間，而豫龍的身長約0.25到0.5公尺，使得豫龍成為體型最小的偷蛋龍科恐龍之一，呂君昌等人將體豫龍比喻為接近雞的大小。
呂君昌等人列出豫龍的鑑定特徵。鼻孔的後上端、眶前孔（Fenestra antorbitalis）的前上端，位於接近的水平高度。前上頜骨有個明顯洞孔，位於鼻孔前下方。前上頜骨的後上方骨突，構成眶前孔的上側邊緣，而沒有接觸到淚骨的前突。鼻骨完全隔開前上頜骨、淚骨。頂骨、額骨的長度接近。第四節、第五節頸椎的椎體後緣、後關節突之間，有個筆直邊緣區隔出兩者。股骨的長度大於腸骨。
呂君昌等人比較115個偷蛋龍科的化石，發現在偷蛋龍科的生長過程中，其後肢長度比例，不會隨者生長而改變。呂君昌等人推論，偷蛋龍科的生活習性可能較少移動、定棲生活。由於現代草食性動物有類似的模式，而非肉食性動物，研究人員進而推論偷蛋龍科可能是草食性恐龍。

## 種系發生學
呂君昌等人命名豫龍時，也提出種系發生學分析，認為在偷蛋龍科中，豫龍比巨盜龍還衍化，而比偷蛋龍亞科、雌駝龍亞科還要原始；後兩者形成一個小型演化支，而豫龍是這個演化支的姊妹分類單元。但呂君昌等人備註，豫龍的化石都是幼年個體，沒有成年個體，因此帶有較多原始特徵，可能會造成分析演化關係時的困難。